# Дзволя
Дзволя (пол. Dzwola) — село в Польщі, у гміні Дзволя Янівського повіту Люблінського воєводства.
Населення — 897 осіб (2011).
У 1975-1998 роках село належало до Тарнобжезького воєводства.

## Демографія
Демографічна структура станом на 31 березня 2011 року:
|          | Загалом | Допрацездатний вік | Працездатний вік | Постпрацездатний вік |
| -------- | ------- | ------------------ | ---------------- | -------------------- |
| Чоловіки | 432     | 82                 | 283              | 67                   |
| Жінки    | 465     | 90                 | 244              | 131                  |
| Разом    | 897     | 172                | 527              | 198                  |